# Pescolanciano
Pescolanciano är en ort och kommun i provinsen Isernia i regionen Molise i Italien. Kommunen hade 843 invånare (2018).